# Volo Siberian Light Aviation 42
Il volo Siberian Light Aviation 42 è stato un volo di linea passeggeri russo da Kedrovyj a Tomsk, entrambi nell'Oblast di Tomsk, in Siberia. Il 16 luglio 2021, l'Antonov An-28 che operava il volo è precipitato in un'area remota della palude di Vasyugan, nel distretto di Bakcharsky a seguito della formazione di ghiaccio in entrambi i motori, 10 minuti dopo il decollo. Il comandante ha riportato la frattura di una gamba, che ha richiesto un intervento chirurgico; tutti gli altri si sono salvati con ferite minori. Un'indagine ha concluso che i piloti dell'aereo non avevano attivato il sistema antighiaccio, il che aveva portato a un accumulo dello stesso, con conseguente guasto a entrambi i motori. Inizialmente elogiato come eroe per la sua gestione dell'incidente, il comandante del volo è stato infine accusato penalmente per aver violato i protocolli di sicurezza.

## Contesto
La città di Kedrovy, da cui è partito il volo, non ha un collegamento stradale con il resto della Russia per tutto l'anno, quindi i voli verso la città sono l'unico metodo per trasportare passeggeri e merci, soprattutto in estate quando le torbiere circostanti non sono ghiacciate. Nel 2019, le autorità locali hanno istituito un programma di voli sovvenzionati tra Kedrovy e Tomsk, con un costo del biglietto fissato a 2 000 rubli (circa 80 dollari USA). I biglietti si esauriscono rapidamente e i posti vuoti sui voli sono rari. Il 16 luglio 2021, il volo da Kedrovy a Tomsk era stato ritardato di dieci ore a causa delle cattive condizioni meteorologiche.
La costruzione dell'Antonov An-28 (numero di registrazione RA-28728, numero di linea 1AJ007-13, numero di serie 07-13) è stata completata il 30 gennaio 1990 presso lo stabilimento PZL-Mielec (Mielec, Polonia). Nell'aprile 1990 è stato trasferito all'Aeroflot sovietica con il numero di coda СССР-28728 (USSR-28728). Fino al 1991 ha operato nella sussidiaria kirghisa di Aeroflot, poi trasferita alla Airways of Kyrgyzstan (in russo: Авиалинии Киргизстана). Nel 2006 è stato acquistato dalla compagnia aerea russa Region Avia. Nel 2014 è stato trasferito a "SiLA", che lo gestiva al momento dell'incidente. Il suo certificato di aeronavigabilità era valido fino alla fine di gennaio 2022, per non superare le 9 000 ore di volo e i 7 000 cicli di volo. Al momento dell'incidente, aveva accumulato 8 698 ore di volo e 5 921 cicli di decollo-atterraggio.

## L'equipaggio
Il pilota del velivolo era Anatoly Yakovlevich Prytkov, di 56 anni. Era stato assunto da SiLA nel 2015. Aveva prestato servizio nelle forze armate dell'URSS tra il 1988 e il 1992 come pilota e, dopo aver lasciato le forze armate, aveva lavorato per diverse compagnie aeree. Al momento dell'incidente, aveva un totale di 7 906 ore di volo, di cui 3 970 sull'An-28, 111 delle quali come comandante. Nell'incidente ha riportato gravi ferite.
Il primo ufficiale dell'aereo era Farukh Khasanov, 32 anni. Era laureato presso l'Accademia di volo di Stato dell'Ucraina. Era impiegato presso la compagnia aerea dal febbraio 2021 e aveva completato la sua formazione nel maggio 2021. Al momento dell'incidente, aveva un totale di 174 ore di volo, di cui 19 sull'An-28.
Prima del decollo, l'equipaggio aveva concordato che il primo ufficiale avrebbe pilotato l'aereo e il comandante avrebbe svolto compiti di monitoraggio e comunicazione. Dopo lo stallo dei motori durante il volo, il Anatoly ha assunto i comandi.

## L'incidente
Il volo SL 42 è partito dall'aeroporto della città di Kedrovy in ritardo rispetto alla tabella di marcia alle 15:58 ora locale. Dopo dieci minuti di volo, ad un'altitudine di 10 000 piedi (3 000 m) e a 70 chilometri dall'aeroporto di origine, entrambi i motori si sono spenti. I piloti hanno tentato di riavviarli, ma senza successo.
Nelle interviste rilasciate dopo l'incidente, il comandante ha riferito che dopo che erano entrati in una fitta nuvola, si era formata della brina nei motori, causandone l'avaria. I passeggeri si erano preparati per un atterraggio di emergenza e i piloti avevano tentato di atterrare in un'area dove gli alberi erano meno fitti, ma dopo l'atterraggio il velivolo era sprofondato nel fango e il pilota si è reso conto che il luogo scelto per l'atterraggio era in realtà una soffice torbiera. Dopo aver colpito la superficie, il velivolo si è ribaltato e i passeggeri sono rimasti sospesi a testa in giù sui loro sedili.
Quando l'aereo è precipitato, è scomparso dagli schermi radar e l'equipaggio non ha risposto alle richieste radio del controllo del traffico aereo. Poco dopo, il sistema COSPAS-SARSAT ha rilevato un segnale di emergenza nel distretto di Bakcharsky. Alla ricezione del segnale, il Ministero delle situazioni di emergenza ha inviato tre elicotteri Mil Mi-8 alla ricerca dell'aereo scomparso.
A terra, i membri dell'equipaggio erano preoccupati per la possibilità di un'esplosione nel velivolo capovolto e hanno rapidamente evacuato i passeggeri dall'aereo. Non aspettandosi di essere salvati rapidamente, i sopravvissuti hanno iniziato ad allestire un rifugio per la notte. Il luogo dell'incidente è stato localizzato dagli elicotteri che hanno individuato un lungo percorso di alberi caduti, il velivolo rovesciato e il fumo dell'accampamento. I fuoristrada hanno attraversato il terreno difficile e sono arrivati circa un'ora dopo.
Il velivolo è stato rimosso dalla palude nell'agosto del 2021 e portato nel villaggio di Kargasok dove doveva essere ispezionato. Le autorità hanno detto che l'aereo era riparabile, ma che l'operazione non era economicamente fattibile. Sarebbe stato demolito dopo la conclusione dell'indagine.
Nell'ottobre 2021, i dirigenti della compagnia aerea hanno licenziato il direttore generale Andrey Aleksanfrovich Bogdanov e il direttore dei servizi di volo Dmitry Valeryevich Kolokoltsev. In un messaggio, i direttori hanno citato i recenti incidenti aerei e le carenze individuate dalle agenzie di controllo.

## Le indagini
Gli investigatori hanno annunciato che avrebbero indagato su quattro possibilità che avrebbero potuto causare l'incidente, tra cui problemi con il carburante, malfunzionamento delle apparecchiature, condizioni meteorologiche estreme ed errori dei piloti, con un rapporto preliminare previsto per la fine di agosto 2021. Il 19 luglio, gli investigatori hanno rivelato di aver recuperato il registratore di volo e che i dati erano in fase di recupero. L'aereo non era dotato di un registratore vocale della cabina di pilotaggio.
Il 16 luglio 2021, le autorità investigative del Comitato Investigativo della Russia hanno aperto un procedimento penale per un reato ai sensi dell'art. 263 del Codice Penale della Russia (violazione delle norme di sicurezza del traffico e dell'esercizio del trasporto aereo). Tuttavia, se le indagini avessero accertato che l'incidente è stato causato da qualcosa al di fuori del controllo dei piloti, l'equipaggio potrà contare su riconoscimenti per l'abilità e il coraggio con cui ha guidato in sicurezza l'aereo fino a terra.
Il 28 luglio 2021, una fonte ha riferito ai giornalisti che i dati di volo mostravano che l'aereo si era livellato a 10 200 piedi (3 100 m), una quota inferiore a quella assegnata. Circa un minuto dopo, i motori si erano guastati, a distanza di circa tre secondi l'uno dall'altro. Il sistema di allarme automatico per la formazione di ghiaccio non aveva indicato che l'aereo stava soffrendo per la formazione di ghiaccio, e il sistema antighiaccio dei motori e della cellula non era stato avviato. Gli investigatori hanno anche rivelato che stavano esaminando il programma di lavoro e di riposo degli equipaggi della compagnia aerea, dopo aver scoperto che l'equipaggio coinvolto nell'incidente aveva effettuato dieci voli per un totale di 12,5 ore nelle 24 ore precedenti l'incidente.
Nel settembre 2021, l'Interstate Aviation Committee ha pubblicato un rapporto preliminare sull'incidente. Il rapporto afferma che la quantità di olio, carburante e fluido idraulico caricata sull'aereo era adeguata al viaggio programmato, ma che l'equipaggio era stato gravemente sovraccaricato di lavoro nei giorni precedenti, avendo effettuato altri nove voli per un totale di quasi 14 ore nelle 24 ore precedenti, e non aveva avuto il tempo di riposare. Il rapporto afferma che durante il volo i motori dell'aereo si erano ghiacciati ed erano andati in stallo, e non era stato possibile riavviarli prima dell'incidente. La commissione ha deciso di pubblicare un rapporto finale sull'incidente in una data futura.
Nel dicembre 2021, gli investigatori hanno reso noto di aver ristretto le indagini a due possibili cause dell'incidente. Una possibile spiegazione era il malfunzionamento del sistema antighiaccio, che aveva causato la formazione di ghiaccio sui motori. L'altra possibilità su cui si stava indagando era che il sistema antighiaccio fosse stato attivato dall'equipaggio troppo tardi a causa della stanchezza.
Nel luglio 2022, i funzionari hanno annunciato di aver concluso che la causa dell'incidente è stata determinata essere il fatto che, a causa della stanchezza dell'equipaggio, il sistema antighiaccio dell'aereo non era stato attivato al momento opportuno, il che aveva portato all'accumulo di ghiaccio e alla successiva avaria dei motori. Il comandante è stato accusato penalmente per violazione delle norme di sicurezza aerea.